# 1772년~1773년 영국 신용 위기

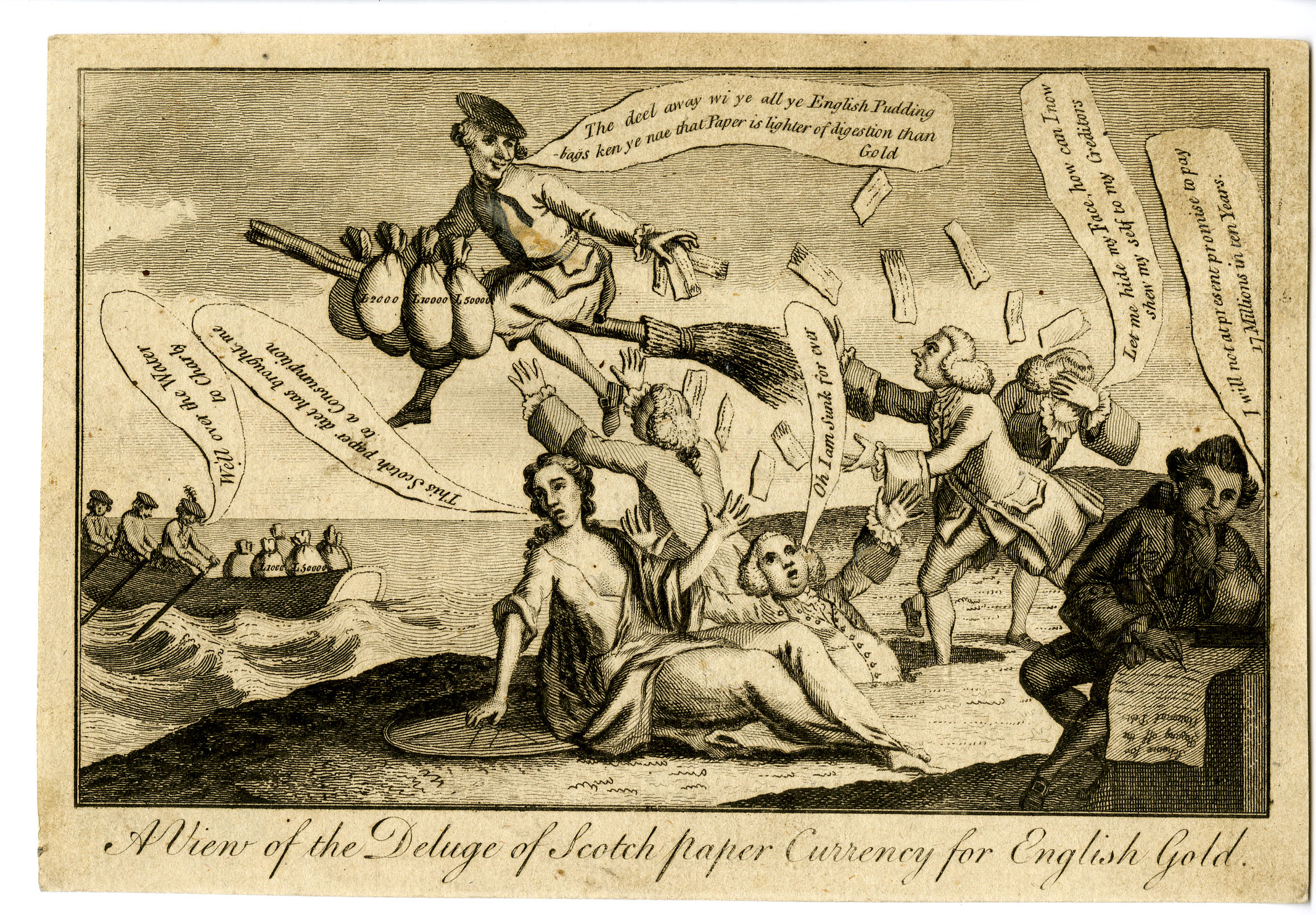
스코틀랜드 지폐가 영국 금화로 범람하는 모습. 빗자루를 타고 공중에 떠 있는 스코틀랜드 남자가 "£2,000", "£10,000", "£50,000"이라고 새겨진 커다란 돈 가방 여섯 개를 들고 있다. 그는 지폐나 어음을 뿌리고 있으며, 땅에 있는 사람들은 일부는 늪에 빠지면서 그의 행동에 경악하고 있다. 중앙에는 브리타니아 여신이 앉아 있는데, 그녀는 "이 스코틀랜드 지폐 식단 때문에 폐병에 걸렸어요"라고 말한다. 전경 (오른쪽)에는 노스 경 프레더릭 노스가 앉아 있다.

1772년~1773년 영국 신용 위기(영어: British credit crisis of 1772–1773), 또는 1772년 위기(영어: crisis of 1772) 혹은 1772년 공황(영어: panic of 1772)은 런던에서 시작하여 스코틀랜드와 네덜란드 공화국으로 확산된 평시의 금융위기였다. 이는 잉글랜드 은행이 직면한 최초의 근대적 은행 위기로 묘사된다. 애덤 스미스가 관찰한 바와 같이, 새로운 식민지는 자본에 대한 끝없는 수요를 가졌다. 부의 창출에 대한 보다 구체적인 증거와 함께 신용과 은행업무의 급격한 확장이 있었고, 이는 투기와 의심스러운 금융 혁신을 초래했다. 오늘날의 언어로 말하자면, 그들은 주식을 마진으로 구매했다.
1772년 6월 알렉산더 포다이스는 영국 동인도 회사 주식을 공매도하여 30만 파운드를 잃었고, 이로 인해 그의 파트너인 헨리 닐, 윌리엄 제임스, 리처드 다운은 약 24만 3천 파운드의 부채를 떠안게 되었다. 이 정보가 공개되면서,  2주 안에 런던의 은행 8곳과 이후 유럽 전역의 약 20개 은행이 파산했다. 폴 코스메타토스에 따르면 "상인들이 목을 베거나, 총을 쏘거나, 목을 매달았다는 섬뜩한 이야기들이 한동안 언론에 넘쳐났다." 호황과 그에 따른 위기가 스코틀랜드에서 가장 두드러졌다는 증거가 있다. 이는 12월 암스테르담에서 유동성 위기를 촉발했지만, 그 영향은 단기적이었다.  신용 호황은 갑작스러운 종말을 맞았고, 뒤이은 위기는 동인도 무역 회사, 전반적인 서인도 제도, 그리고 특히 북아메리카의 식민지 농장주들에게 해를 끼쳤다.

## 위기 이전

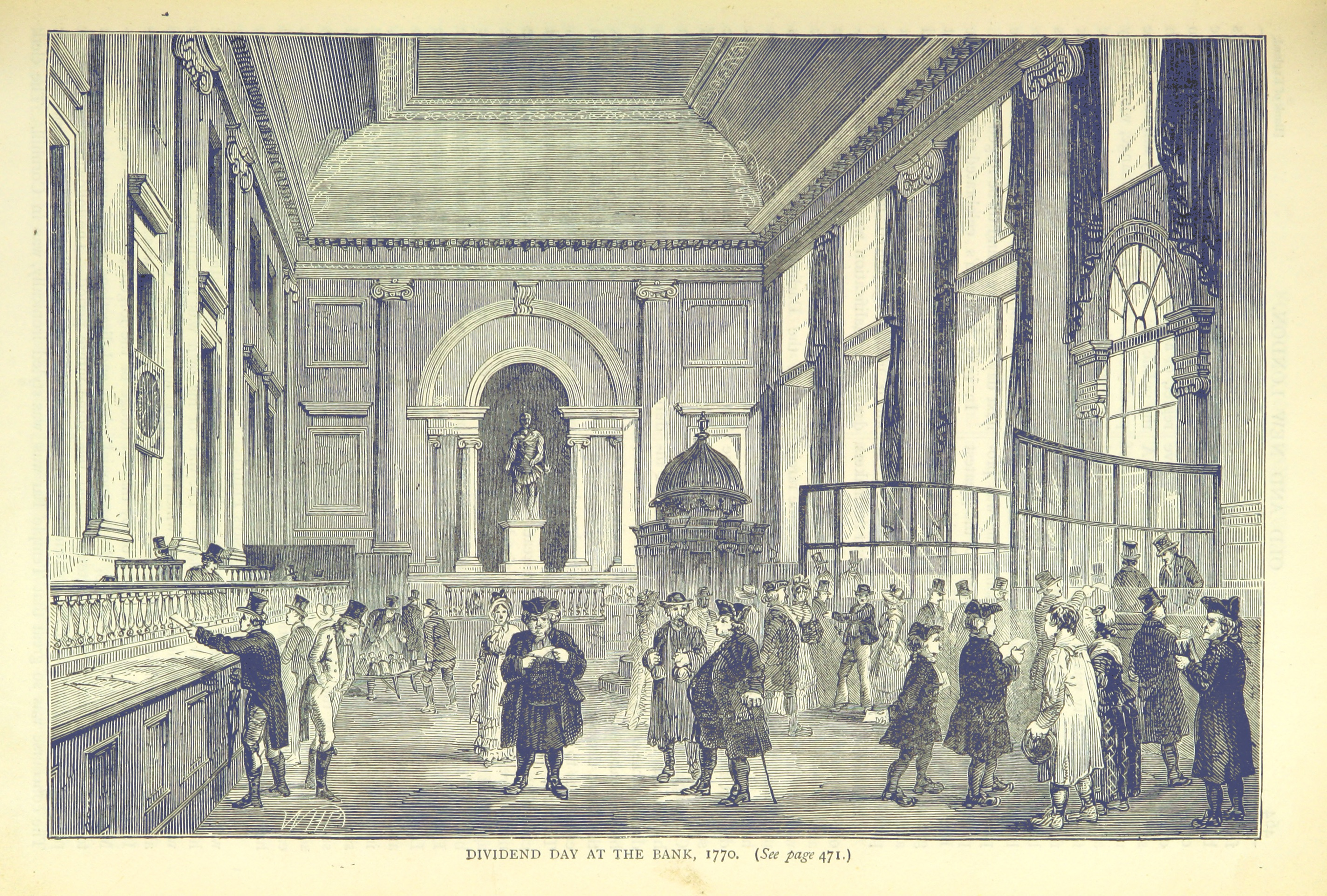
1770년 잉글랜드 은행의 배당 지급일

1760년대 중반부터 1770년대 초반까지 상인과 은행가들이 지원한 신용 붐은 영국과 13개 식민지 모두에서 제조업, 광업, 내부 개선의 확장을 촉진했다. 신용 위기가 발생하기 전까지 1770년부터 1772년까지의 기간은 영국과 미국 식민지 모두에서 번성하고 정치적으로 평온한 시기로 여겨졌다. 타운젠드 법과 보스턴 비수입 협정의 붕괴로 인해 이 기간은 영국에서 미국 식민지로의 수출이 엄청나게 증가하는 특징을 보였다. 이러한 막대한 수출은 영국 상인들이 미국 농장주들에게 부여한 신용으로 뒷받침되었다.
그러나 투기와 의심스러운 금융 기관의 설립이 증가함에 따라 신용 호황과 영국 및 식민지 경제의 번영 뒤에는 문제가 도사리고 있었다. 예를 들어, 스코틀랜드에서는 은행가들이 "신용 확대를 위해 ... 허위 어음을 발행하고 재발행하는 악명 높은 관행"을 채택했다. 통화 공급을 늘리기 위해 "에어 은행"으로 알려진 더글러스, 헤론 앤 컴퍼니 은행이 1769년 스코틀랜드 에어에 설립되었지만, 초기 자본이 소진된 후 런던의 여러 어음을 통해 자금을 조달했다. 이 방법은 일시적으로만 경제 발전을 지원할 수 있었지만, 시장에 잘못된 낙관론을 조장했다. 식민지의 초과 재고와 창고와 같은 임박한 위기의 경고 신호는 영국 상인과 미국 농장주들에 의해 간과되었다.

## 런던에 미친 영향

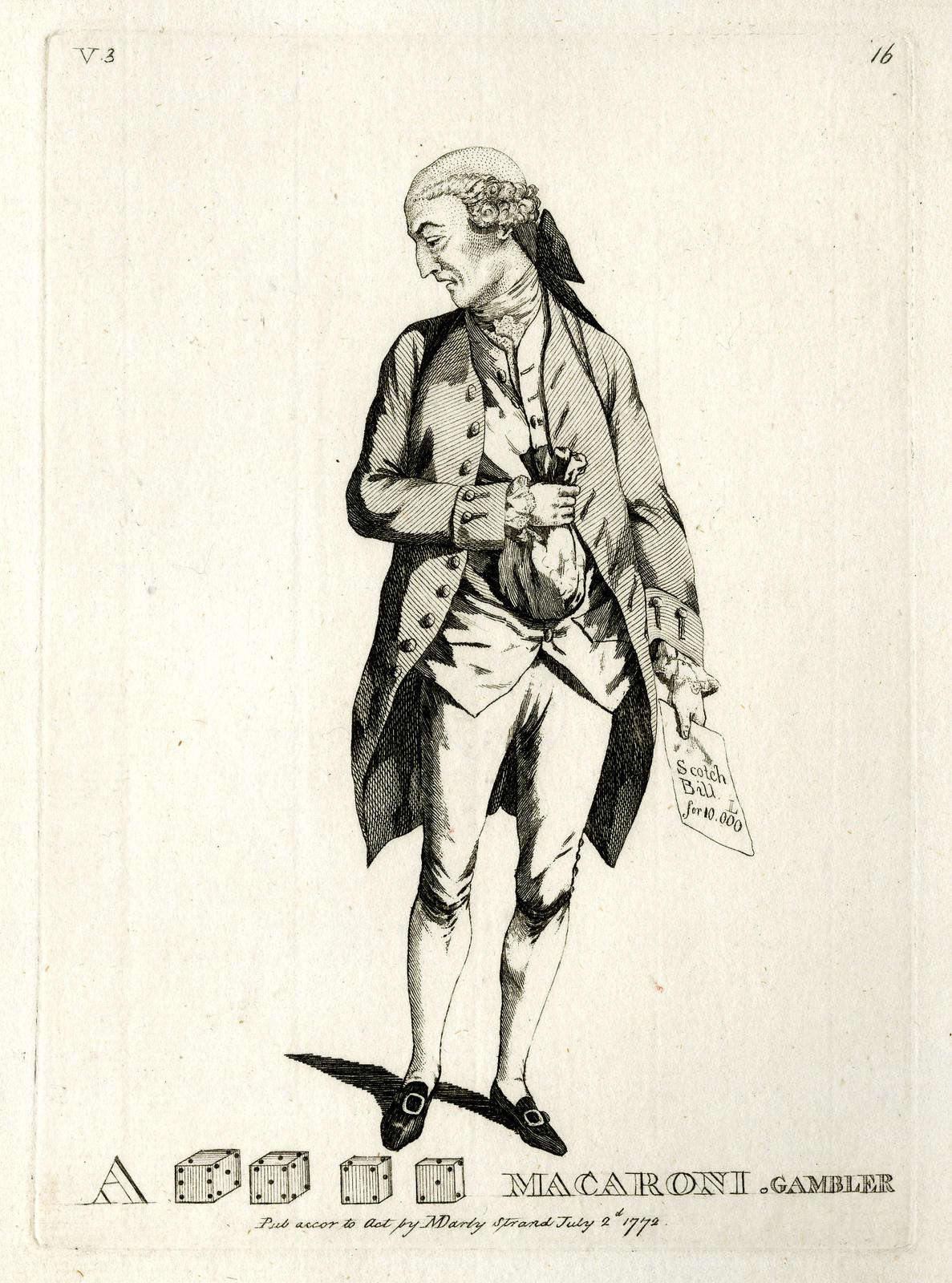
네 개의 주사위를 들고 있는 알렉산더 포다이스, 마카로니 도박꾼.

1770년 7월, 알렉산더 포다이스는 그레나다의 두 농장주(존과 윌리엄 매킨토시)와 협력하여 암스테르담의 호프 & Co.에서 무기명 채권으로 24만 굴덴을 빌렸으며, 하르만 & Co.와 제5대 준남작 윌리엄 풀터니 경의 지원을 받았다. 그는 런던 트레드니들 스트리트의 은행업체인 닐, 제임스, 포다이스 앤 다운의 파트너였고, 에어 은행의 특파원이었다. 그는 동인도 회사 주가에 대해 대규모로 베팅했지만, 실패했다. 포다이스는 은행의 자산을 투기하여 탕진했다. 1772년 6월 8일 월요일, 포다이스가 실패한 것이 명백해졌다. 다음 날, 그는 부채 상환을 피하기 위해 프랑스로 도피했다. 그는 다른 투자 수익으로 손실을 메웠다. 런던의 초기 혼란은 6월 22일 정점에 달했으며, 이 날은 현재 검은 월요일로 알려져 있다. 포다이스가 파산 선고를 받자 시티오브런던 전체가 소란스러웠다. 그의 재산과 부동산은 압류되었고, 스코틀랜드 어음의 가장 큰 구매자였던 닐, 제임스, 포다이스 앤 다운은 지급불능 상태에 처했다.
최근의 파산으로 인해 많은 개인이 입은 손실과 불편함이 너무 커서, 많은 저명한 상인들과 재산을 가진 신사들이 모여서, 공동으로 또는 개별적으로 자신들이나 대리인들이 불법적인 거래, 즉 투기라고 불리는 '황소' 또는 '곰'으로 알려진 곳에서 도박을 하는 어떠한 은행에도 현금을 보관하지 않기로 결의했다. 왜냐하면 이 불법적인 거래에서의 불운한 한 번의 타격으로 수백 명의 채권자들이 파산할 수 있기 때문이다. 이는 타인의 재산을 대규모로 위탁받은 사람들에게 카지노 테이블에서 도박을 하는 것과 마찬가지로 정당화될 수 없는 도박의 한 종류이다.
충격의 규모에 대한 불확실성이 컸다. 당시의 경제 성장은 신용 사용에 크게 의존했으며, 이는 주로 은행에 대한 사람들의 신뢰에 기반을 두었다. 신뢰가 흔들리기 시작하자 신용 시스템의 마비가 뒤따랐다. 수많은 채권자들이 은행에 모여 현금으로 부채 상환을 요구하거나 예금 인출을 시도했다. 그 결과 6월 말까지 20개의 은행이 파산했고, 다른 많은 회사들은 위기 동안 어려움을 겪었다. 당시 젠틀맨즈 매거진은 "지난 50년간 무역과 공공 신용에 이토록 치명적인 타격을 준 사건은 없었다"고 평했다. 1773년 1월 첫 주에는 런던과 암스테르담 간의 무역과 금융이 중단되었다. 잉글랜드 은행은 1월 10일 일요일에 구원에 나섰고, 은행에서 현금을 인출하고자 하는 모든 사람에게 그렇게 할 수 있도록 허용했다. 많은 영국 상인들은 곧바로 자금을 병든 네덜란드 특파원들에게 보냈다. 잉글랜드 은행의 준비금에 대한 압박은 1773년 말까지 완화되지 않았다.
위기 이후 파산 건수가 급증했다. 1764년부터 1771년까지 런던의 평균 파산 건수는 310건이었으나, 1772년에는 484건, 1773년에는 556건으로 증가했다. 투기에 깊이 관여했던 은행들은 위기 동안 어려운 시기를 겪었다. 예를 들어, 에어 은행의 파트너들은 채권자들에게 전액 상환하기 위해 663,397파운드 이상을 지불해야 했다. 이 과정으로 인해 1775년 8월까지 226명의 파트너 중 112명만이 지급 능력을 유지했다. 반면, 투기에 참여하지 않았던 은행들은 손실을 입지 않았고 혼란 속에서도 뛰어난 실적으로 명성을 얻었다.
1774년 12월, 포다이스는 자신의 로햄프턴 영지를 제1대 준남작 조슈아 반넥 경에게 팔아야 했다. 원고는 호프 & Co와 하르만 & Co.였다.

## 스코틀랜드에 미친 영향
1769년 11월 스코틀랜드의 부유한 이익 집단은 중앙은행과 관련된 많은 책임을 맡기 위해 에어 은행을 설립했으며, 특히 스코틀랜드 은행에 '최후의 대부자'로서 지폐를 발행할 준비를 갖췄다. 유한책임회사 형태로 설립된 다른 은행들과 마찬가지로, 에어 은행은 지폐를 유통할 권리를 가졌으며, 이 권력을 과도하게 사용했다. 1772년까지 에어 은행은 에든버러와 덤프리스에 지점을, 글래스고, 인버네스, 켈소, 몬트로즈, 캠벨타운 등 여러 지역에 대표 사무소를 두었다. 회사의 139명의 주주 중에는 제3대 버클루 공작 헨리 스콧, 제6대 덤프리스 백작 패트릭 맥도월-크라이튼, 제4대 퀸즈베리 공작 윌리엄 더글러스, 제3대 준남작 애덤 퍼거슨 경, 패트릭 헤론 (1736년-1803년), 제1대 더글러스 남작 아치볼드 더글러스와 같은 유명 인사들이 있었지만, 은행가는 없었다.
6월 12일, 닐, 제임스, 포다이스 앤 다운의 실패 소식이 스코틀랜드에 전해졌다. 주말이 지나자 에든버러 지점에서 뱅크런이 시작되었다. 에어 은행은 6월 24일 파산했으며, 식민지 농장주들에게 너무 자유롭게 신용을 연장하여 다른 소규모 은행들도 함께 무너뜨렸다.  스코틀랜드인들은 영국인들이 가졌던 것보다 현금 대비 10배나 많은 지폐를 가지고 있다고 한다. 이 은행의 붕괴는 스코틀랜드의 위대한 토지 소유 가문에게는 큰 타격이었지만, 스코틀랜드 경제에는 비교적 가벼운 영향을 미 미친 것으로 보인다. 에어 은행은 1772년 9월부터 1773년 8월까지 잠시 재개장했지만, 8월 12일 열린 주주 총회에서 회사를 영구적으로 해산하기로 결정했다. 이 은행은 실제로 스코틀랜드의 경제 발전을 촉진했을 수도 있지만, 그 실패는 토지 은행 계획에 대한 대중의 신뢰를 약화시켰고, 금과 은을 은행권의 가장 허용 가능한 담보로 남겼다.
애덤 스미스는 그의 저서 국부론에서 "그들 자신의 돈이 아니라 다른 사람들의 돈을 관리하는 입장이기 때문에, 개인 협력체의 파트너들이 자신들의 돈을 그렇게 철저히 감시하듯이 그들이 돈을 그렇게 염려스럽게 감시할 것이라고는 기대할 수 없다"고 말했다. 앤드루 윌리엄 커(Andrew William Kerr)는 그의 저서 스코틀랜드 은행의 역사(제10장)에서 다음과 같이 썼다.
지난 장의 주제였던 1772년의 위기는 그 즉각적인 영향은 날카롭고 참혹했지만, 예상했던 것보다 더 빠르고 쉽게 지나갔다... 1773년의 수확은 상당히 좋았고, 어업은 훌륭했으며, 소 거래는 활발했고, 돈은 저렴했다. 상황이 만족스러운 모습을 되찾자마자 전쟁의 어두운 구름이 이 땅에 그림자를 드리웠다.

## 유럽에 미친 영향

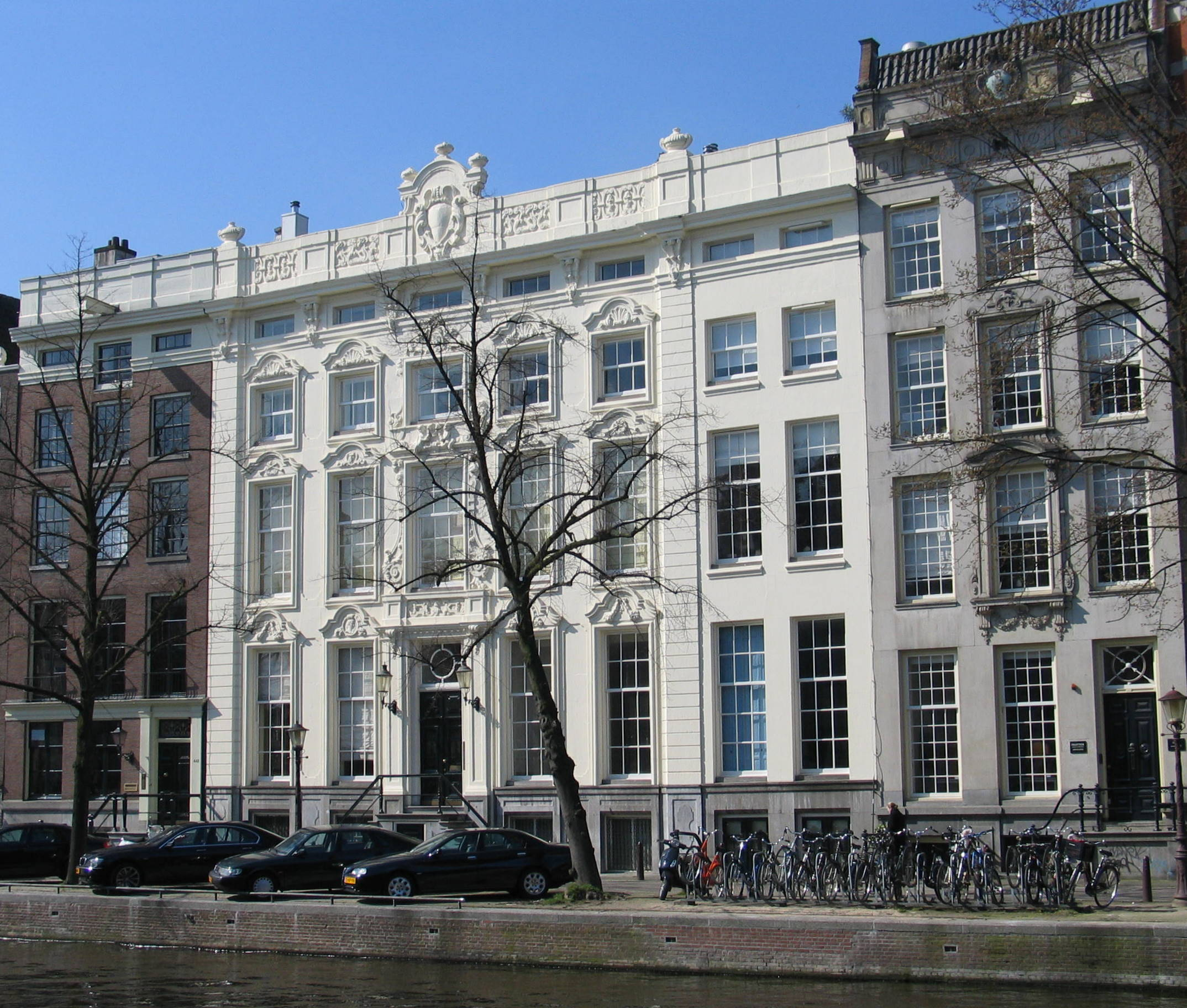
케이저르스흐라흐트 444–448은 호프 & Co. 소유였다.

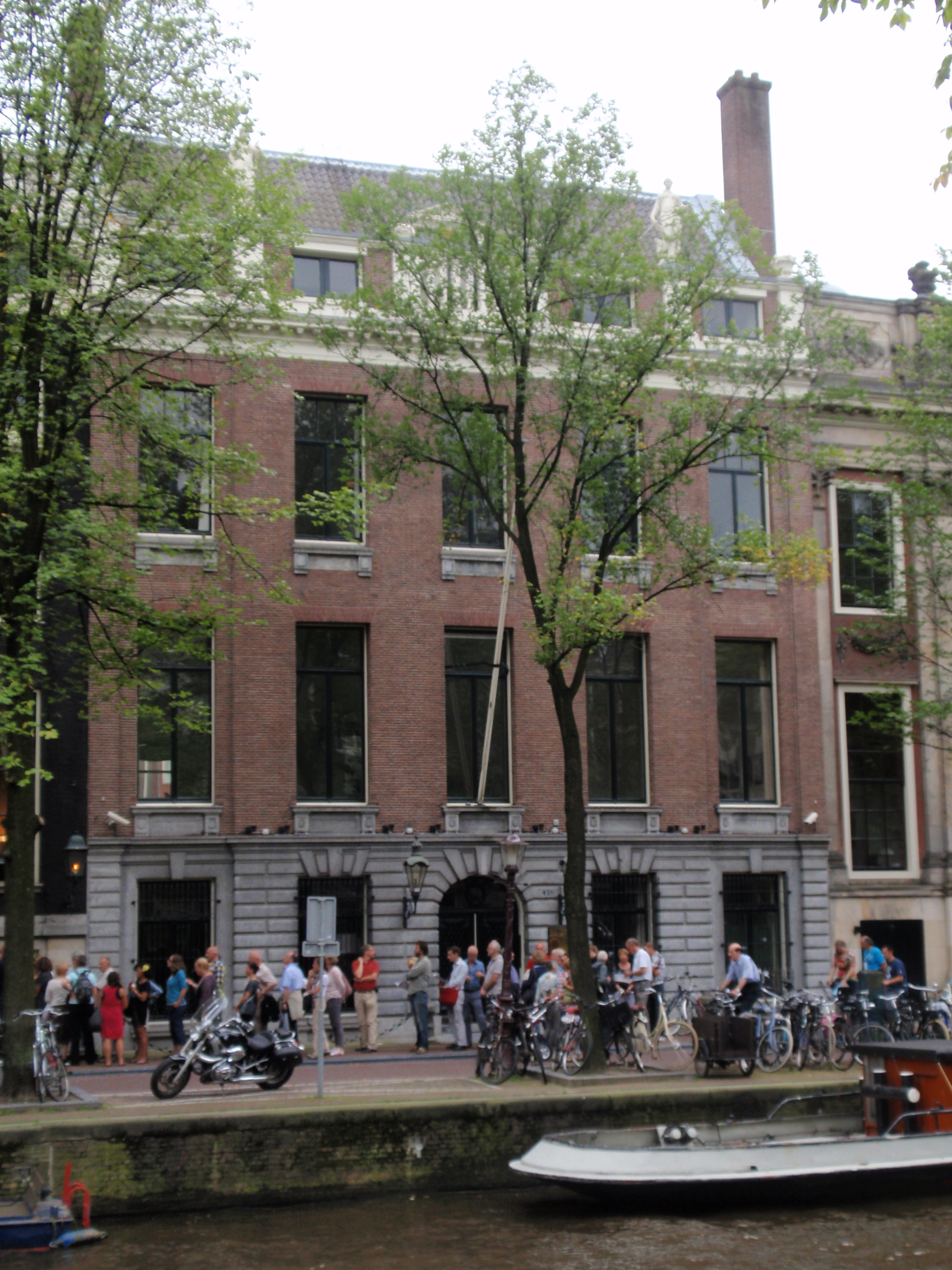
헤렌흐라흐트 478은 클리포드스 소유였다.

1770년경 모기지가 매우 널리 퍼졌다. 같은 해 반 아르센 반 솜멜스데이크 가문은 수리남 (네덜란드 식민지)에 대한 자신들의 지분을 암스테르담 시에 매각할 수 있었다. 수리남의 클리포드스, 반 세펜볼데스, 테르 보르흐, 그레나다의 호프 & Co., 신트외스타티위스섬, 그리고 세인트크로이섬에서 이루어진 협상들은 대출 자금 조달을 위한 채권을 발행했다. 이러한 패키지는 20개 이상의 플랜테이션에 대한 대출을 포함할 수 있었고, 1772년 이전에는 최소 40개의 이러한 묶음이 발행되었으며, 그 이름은 L.a. A, B 또는 C와 같이 특정하지 않았다. 따라서 투자자들은 자신들이 투자하는 것에 대해 거의 알지 못했고, 단순히 선의와 펀드 관리자의 말에 따라 돈을 빌려주었다. 네덜란드 펀드 관리자들도 서브프라임 시스템이 몰락하자 개인적으로 타격을 입었다. 1772년 12월, 잘 알려진 암스테르담 은행 회사인 클리포드 & Co는 포트폴리오의 일부로 플랜테이션 대출을 취득하다가 지급불능을 선언했다.
클리포트 앤 선즈를 비롯한 많은 기업들의 몰락은 일부에서는 실제 무역 활동보다는 영국 은행 감독들의 오만하고 무질서한 행동, 그리고 장관과 의회의 지지에 의한 것으로 돌려졌다. 비록 그들의 신중한 행동은 부정되지 않지만, 이러한 몰락은 신뢰를 상실하게 만들었고, 어음 지불자들이 지갑을 닫게 만들었다. 그들은 다시 지폐를 믿기를 거부하고 미결제 자금을 요구했다. 반면 무역에서는 현금보다 지폐가 더 많이 유통되고 있었으므로, 이러한 흐름은 중단되었을 뿐만 아니라 현금 부족이 더욱 심화되었다. 모두가 자신에게 빚진 돈을 요구했기 때문이다.

1월, 암스테르담 은행은 어려움을 겪는 상인들을 위한 도시 운영 대출 시설에 자금을 지원했다. 상인 은행 회사인 클리포드 앤 선즈는 결국 파산했고, 이어서 헤르만 앤 요한 반 세펜볼데와 아브라함 테르 보르흐와 같은 다른 회사들도 파산했다. 신용 경색은 서인도 제도의 네덜란드 플랜테이션 식민지, 특히 식민지 농업이 거의 전적으로 암스테르담의 신용에 의존했던 수리남에 중대한 영향을 미쳤다.
런던의 포다이스와 마찬가지로 이 파산의 원인은 동인도 주식의 과도한 투기였다. 이는 잇따른 추가 파산과 암스테르담 전역의 전반적인 위기 상태를 초래했다. 윌슨에 따르면, '상황은... 1763년보다 훨씬 나빴다... 종이는 충분했지만 현금이 없었다. 증권 거래소나 어음 거래에서 5만 굴덴을 내놓을 수 있는 사람은 거의 없었다. 신용은 존재하지 않았고, 돈의 유통은 멈췄으며, 할인 사업도 중단되었다. 채권과 상품에 대한 대출은 부족했고, 외국 증권에 대한 거래는 거의 없었다. 일부 상사는 70만에서 80만 굴덴의 빚을 지고 있었다.
 암스테르담에서는  귀금속의 신속한 수입으로 더 심각한 재앙을 피할 수 있었다. 1773년 1월, 제1대 헌팅필드 남작 조슈아 반넥과 그의 형제는 토머스 월폴에 의해 영국 상인들이 50만 파운드, 금, 피에스터를 암스테르담으로 보낼 때 관여했다.
몇몇 파산은 스톡홀름과 상트페테르부르크 경제에도 조금 늦게 영향을 미쳤지만, 전반적으로 유럽은 상대적으로 덜 영향을 받았다. 덴마크의 쿠란트방켄은 1773년 3월 하인리히 칼 폰 시멜만의 도움으로 국유화되었고, 주주들은 덴마크령 서인도 제도의 플랜테이션 주식 대신 고정 이자 채권을 받았다. 클리포드는 파산했고 지불 유예를 받았다.  선도적인 은행인 호프 & Co.는 좋지 않은 거래와 동인도 회사 주식의 하락으로 고통받았다. 암스테르담 교환 은행과의 거래액은 1772년 5천만 굴덴 이상에서 1773년 3천만 굴덴으로 급락했다. 조지 콜브룩은 파산했다.

## 영국 동인도 회사

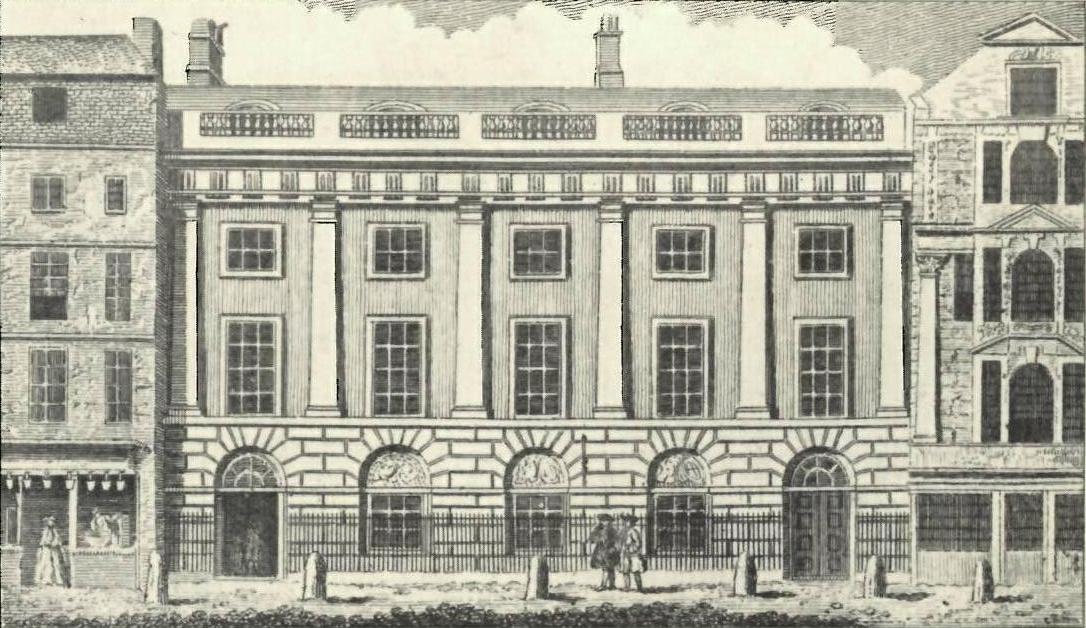
리든홀 스트리트의 영국 동인도 회사 건물 (1766년) 판화

한때 주로 제한된 영토를 가진 무역 회사였던 영국 동인도 회사는 훨씬 더 넓은 지역을 감독하게 되었다. 그러나 그들의 구식 조직은 이러한 확장된 책임에 부적합했다. 그러나 런던 증권거래소에서는 회사가 곧 더 높은 배당을 지급할 것이라는 기대가 여전히 있었는데, 이는 자신들의 자본 중 일부를 영국 자금에 투자하는 데 익숙했던 네덜란드 자본 소유자들도 공유하는 기대였다. 이러한 낙관론은 런던과 암스테르담 모두에서 증권 선물 거래에서 투기 붐을 증가시켰다.
1772년 5월, 동인도 회사 주가는 크게 상승했다.   여름에 동인도 회사의 부채가 갑자기 급증했다. 인도에서만 회사는 120만 파운드의 어음 부채를 안고 있었다. 한편, 동인도 주식의 선물 거래 투기는 런던 자금 시장을 약화시켰다. 1770년 벵골 대기근은 영국 동인도 회사의 행동으로 인해 더욱 악화되었고, 회사에 예상 토지 가치의 막대한 부족을 초래했다. 동인도 회사는 막대한 손실을 입었고 주가는 크게 하락했다. 호프 & Co.는 동인도 회사와 잉글랜드 은행 주식에 상당한 포지션을 가지고 있었다. 9월 19일, 주식 가치가 14% 하락했다.
동인도 회사와 관련된 이 위기의 근원은 이삭 드 핀토의 예측에서 비롯되었다. 그는 '평화로운 조건과 풍부한 돈이 동인도 주식을 '터무니없는 고점'으로 끌어올릴 것'이라고 보았다. 선도적인 네덜란드 은행들(안드리스 펠스와 클리포드 & 선)이 동인도 회사 주식에 대규모로 투자했기 때문에, 그들은 다른 주주들과 함께 손실을 입었다. 이런 식으로 신용 위기는 런던에서 암스테르담으로 확산되었다.
1773년 규제법은 동인도 회사의 관행을 대폭 개혁했다. 이 법은 1773년 차법으로 보완되었는데, 주된 목표는 재정적으로 어려움을 겪고 있는 영국 동인도 회사가 런던 창고에 보유하고 있는 막대한 양의 차를 줄이고, 재정적으로 어려움을 겪는 회사가 생존하도록 돕는 것이었다. 동인도 회사는 영국 창고에 천팔백만 파운드의 차를 팔지 못한 채 보관하고 있었다. 1773년 1월 14일, 동인도 회사의 이사들은 정부 대출과 미국 식민지의 차 시장에 대한 무제한적인 접근을 요청했고, 이 둘 모두 승인되었다. 8월에는 잉글랜드 은행이 동인도 회사에 대출을 지원했다.

## 미국 식민지에 미친 영향
1772년 신용 위기는 13개 미국 식민지와 영국 간의 채무자-채권자 관계를 크게 악화시켰는데, 특히 남부에서 그러했다. 담배, 쌀, 인디고를 생산하여 영국으로 수출하던 남부 식민지들은 경쟁 상품을 생산하던 북부 식민지보다 더 많은 신용을 부여받았다. 1776년, 영국 상인들이 식민지로부터 주장한 총 부채액은 2,958,390파운드에 달했으며, 남부 식민지의 청구액은 2,482,763파운드로 총액의 거의 85%에 달하는 것으로 추정되었다. 위기 이전에는 남부 플랜테이션 식민지에서 수수료 기반의 무역 시스템이 만연했다. 런던의 상인들은 농장주들이 작물을 판매하는 것을 돕고, 농장주들이 런던에서 구매하고 싶어하는 물품을 회수로 선적했다. 농장주들은 일반적으로 12개월 동안 무이자로 신용을 부여받았으며, 기한이 지난 후 미납 잔액에 대해 5%의 이자를 지불했다.
스코틀랜드에서의 위기 소식은 1772년 7월 8일자 편지로 토머스 제퍼슨에게 전해졌다. 위기가 발생하자 영국 상인들은 긴급히 부채 상환을 요구했고, 미국 농장주들은 부채를 어떻게 갚을지 문제에 직면했다. 위기 이전의 경제 호황으로 인해 농장주들은 대규모 부채 청산에 대비하지 못했다. 신용 시스템이 붕괴되면서 어음이 거부되었고, 1773년 12월에는 거의 모든 금이 영국으로 보내졌다. 신용 지원 없이는 농장주들이 생산과 판매를 계속할 수 없었다. 전체 시장이 마비되면서 상품 가격 하락도 농장주들의 압박을 심화시켰다.
1772년 위기는 또한 식민지 차 시장을 둘러싼 논란과 관련된 일련의 사건들을 촉발시켰다. 영국 동인도 회사는 위기에서 가장 큰 타격을 입은 기업 중 하나였다. 잉글랜드 은행으로부터의 대출금을 갚거나 갱신하지 못하자, 이 회사는 영국 창고에 보관되어 있던 천팔백만 파운드의 차를 미국 식민지에 팔려고 시도했다. 동인도 회사는 중개상을 통해 식민지에 차를 판매해야 했기 때문에 높은 가격으로 인해 밀수되거나 현지에서 생산된 차에 비해 불리했다.
1773년 5월, 의회는 차 1파운드당 3 펜스의 세금을 부과하고 회사가 자체 대리인을 통해 직접 판매할 수 있도록 허용했다. 차법은 차 가격을 낮추고 동인도 회사가 식민지 차 시장에 대한 독점권을 행사할 수 있도록 했다. 영국 정부와 동인도 회사가 식민지 차 무역을 통제하는 방식에 분노한 찰스턴, 필라델피아, 뉴욕, 보스턴의 시민들은 수입 차를 거부했고, 이러한 시위는 결국 1773년 12월 보스턴 차 사건으로 이어졌다.
1773년 12월에는 어음이 너무 부족해져서 모든 달러와 현금이 송금을 위해 영국으로 보내졌다. 영국이 위기를 해결하기 위해 식민지에 대한 논란이 많은 법안을 도입한 후 북아메리카 식민지와 영국의 관계는 악화되었고, 이로 인해 이 위기는 미국 독립 전쟁의 원인 중 하나가 되었다.
그러나 현대 경제사가들과 경제학자들 사이의 합의된 견해는 식민지 주민들이 영국 상인들에게 진 빚이 미국 독립 혁명의 주요 원인이 아니었다는 것이다. 1995년 경제사 협회 회원 178명을 대상으로 한 무작위 설문조사에서 경제학자의 92%와 역사가의 74%가 "식민지 주민들이 영국 상인 및 기타 개인 시민들에게 진 빚이 혁명으로 이어진 가장 강력한 원인 중 하나였다"는 진술에 동의하지 않았다.

## 더 읽어보기
- The shadow banking crisis of 1772 by Robin Wigglesworth. In: Financial Times, April 17, 2023
- Geest, Patrick van der (2021) In Search of the First Domino: The Credit Crisis of 1772–1773 in a Global History Perspective 보관됨 27 3월 2022 - 웨이백 머신
- Goodspeed, Tyler (2016) Legislating Instability
- Hoonhout, Bram (2013) The crisis of the subprime plantation mortgages in the Dutch West Indies, 1750–1775
- Jong, Abe de, Kooijmans, Tim and Koudijs, Peter (2020) Intermediation in Mortgage-Backed Securities: The Plantation Business of F.W. Hudig, 1759–1797 . Available at SSRN: Plantation Mortgage-Backed Securities: Evidence from Surinam in the 18th Century or Plantation Mortgage-Backed Securities: Evidence from Surinam in the 18th Century
- Kosmetatos, Paul  (2018) Last resort lending before Henry Thornton? The Bank of England’s role in containing the 1763 and 1772–1773 British credit crises, European Review of Economic History.
- Koudijs, Peter and Hans-Joachim Voth (2011) Optimal delay: distressed trading in 18th c. Amsterdam
- Koudijs, Peter (2011) Trading and Financial Market Efficiency in Eighteenth Century Holland
- Kynaston, David (2017). 《Till Time's Last Sand: A History of the Bank of England, 1694–2013》. New York: Bloomsbury. 51–53쪽. ISBN 978-1408868560.
- Narron, James and David Skeie (2014) Crisis Chronicles: The Credit and Commercial Crisis of 1772
- Rockoff, Huge (2009) Upon Daedalian Wings of Paper Money: Adam Smith and the Crisis of 1772
- Rudd, Joanna, "The International Lender of Last Resort – An Historical Perspective"
- Sheridan, Richard B. “The British Credit Crisis of 1772 and The American Colonies.” The Journal of Economic History, vol. 20, no. 2, 1960, pp. 161–186, JSTOR 2114853 Accessed 9 Apr. 2022.